# 尋陽郡
尋陽郡（じんよう-ぐん）は、中国にかつて存在した郡。西晋から唐代にかけて、現在の江西省九江市一帯に設置された。

## 概要
304年（永興元年）、西晋により廬江郡尋陽県と武昌郡柴桑県が分離され、尋陽郡が立てられた。尋陽郡は江州に属し、郡治は尋陽県に置かれた。307年（永嘉元年）、豫章郡彭沢県が尋陽郡に転属した。東晋の元帝のとき、尋陽郡に九江県と上甲県が置かれた。東晋の末年、尋陽に僑置されていた松滋郡が松滋県となり、同じく弘農郡が弘農県となり、いずれも尋陽郡に属した。後に尋陽県が廃止され、郡治は柴桑県に移された。
441年（南朝宋の元嘉18年）、弘農県が松滋県に併合された。宋の尋陽郡は柴桑・彭沢・松滋の3県を管轄した。
南朝斉のとき、尋陽郡は柴桑・彭沢の2県を管轄した。
589年（開皇9年）、隋が南朝陳を滅ぼすと、尋陽郡は廃止されて、江州に編入された。607年（大業3年）に州が廃止されて郡が置かれると、江州が九江郡と改称された。
621年（武徳4年）、唐が林士弘を平定すると、九江郡は江州と改められた。742年（天宝元年）、江州は潯陽郡と改称された。758年（乾元元年）、潯陽郡は江州と改称された。